# Йон-Крістер Оландер
Йон-Крістер Оландер (швед. John-Christer Ahlander, нар. 24 березня 1944, Малюнг, Даларна, Швеція) — шведський дипломат.

## Біографія
Народився 24 березня 1944 року в містечкі Малюнг, Даларна, Швеція. 

### Освіта
У 1970 отримав ступінь магістра права, Упсальський університет.
У 1971–1973 навчався в Дипломатичній академії при МЗС Швеції.
Володіє іноземними мовами: англійською, німецькою, французькою, російською і іспанською.

### Дипломатична діяльність
У 1974–1975 — другий секретар посольства Швеції в Мадриді.
У 1976–1977 — перший секретар посольства Швеції в Чилі.
У 1978–1980 — перший секретар постійного представництва Швеції при ООН.
У 1980–1982 — перший секретар МЗС Швеції.
У 1983–1986 — радник спікера парламенту Швеції з міжнародних питань.
У 1987–1992 — радник з політичних питань посольства Швеції в Москві.
У 1993–1996 — Надзвичайний і Повноважний посол Швеції у Відні.
У 1997–1999 — директор Управління країн Центральної і Східної Європи МЗС Швеції.
У 2000–2003 — Надзвичайний і Повноважний посол Швеції в Словенії, а з 2001 року також у Сан-Марино за сумісництвом.
У 2004 — посол, МЗС Швеції, управління країн Центральної і Східної Європи і Центральної Азії.
У 2004–2009 — Надзвичайний і Повноважний посол Швеції в Києві (Україна).